# Água-de-colônia

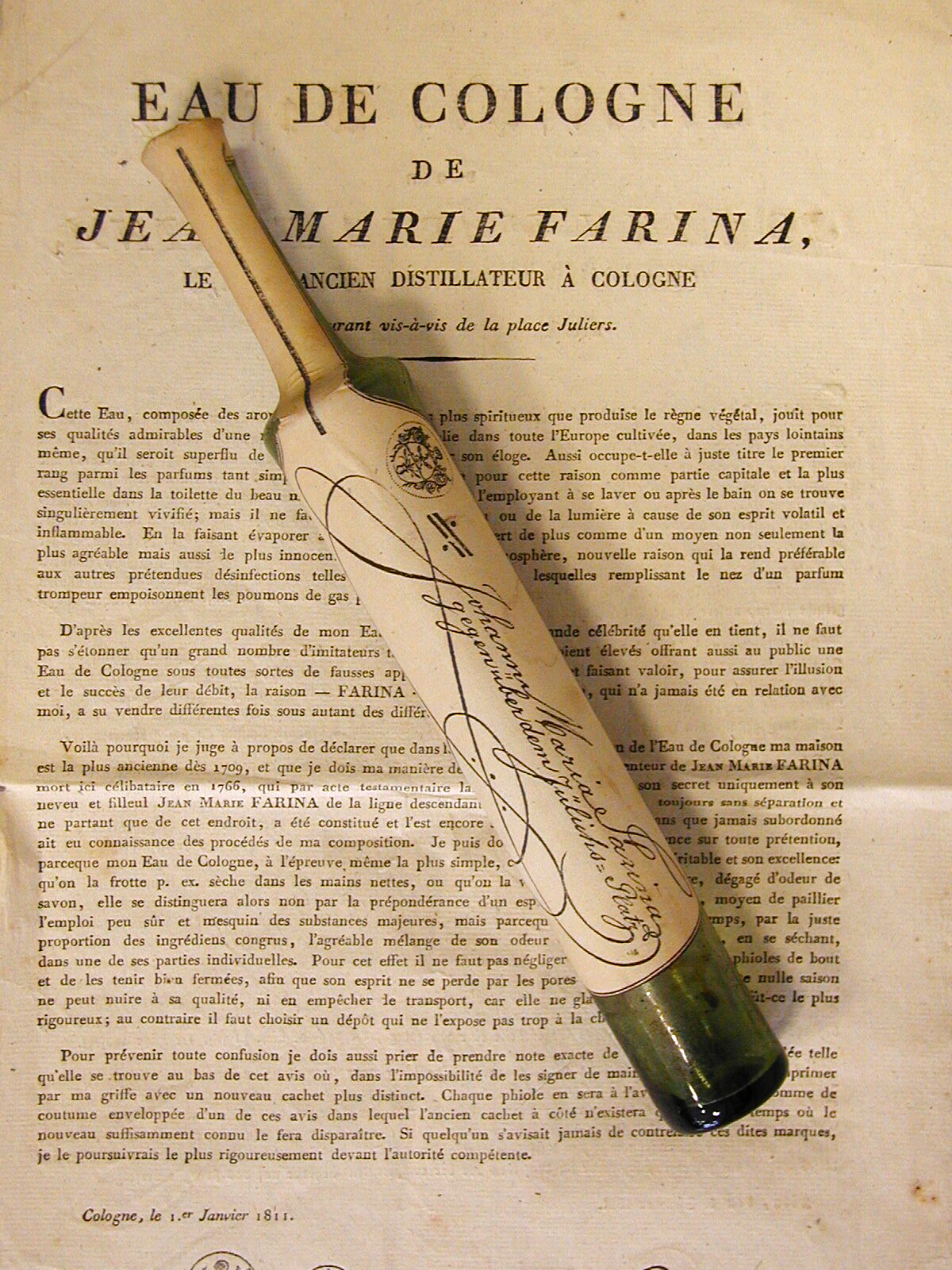
A água-de-colônia original, Farina Gegenüber, não é, para os padrões técnicos atuais, uma colônia.

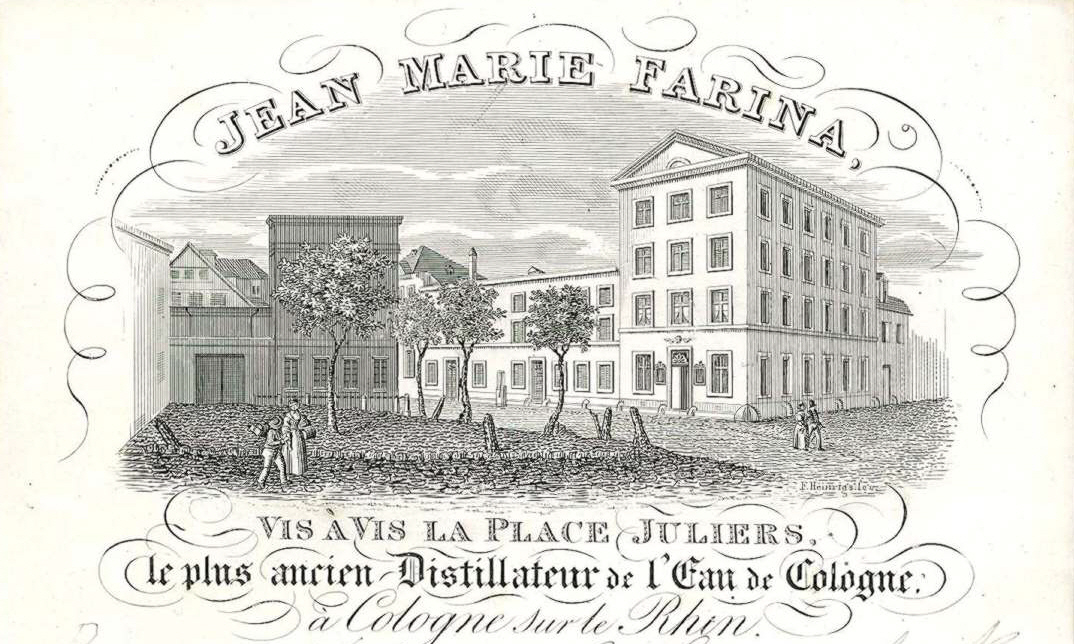
A Casa Farina, criadora da água-de-colônia, produz ainda hoje suas fragâncias.

Água-de-colônia (português brasileiro) ou água-de-colónia (português europeu), ou simplesmente colônia, (em francês, eau de cologne) é um tipo mais suave de perfume, composto por uma solução de óleos etéreos em etanol diluído (de 70% a 90%). A original "Eau de Cologne" de Johann Maria Farina (1685-1766) contém entre 4% e 8% de óleo de perfume, ao passo que as atualmentes conhecidas águas-de-colônia contêm entre 2% e 4% de óleo de perfume. A colônia deve o seu nome à cidade de Colônia, na Alemanha, onde foi criada.

## História
A água-de-colônia original, da firma Farina Gegenüber, foi criada pelo italiano Johann Maria Farina (1685-1766), em inícios do século XVIII. Este novo aroma era bastante inovador, pois se tratava de uma fragrância muito fresca, em contraposição aos aromas muito fortes que se usavam então. Foi graças a este aroma que Colônia foi reconhecida, entre os séculos XVIII e XIX, como "Cidade de Fragrância". A cidade de Colônia homenageia ao pai da Água-de-Colônia por meio de uma figura na torre da câmara municipal.
Outras fábricas estabeleceram-se com o tempo, como é o caso da colônia 4711, instalada quase cem anos mais tarde, em 1804, e que toma seu nome por ficar a empresa original nesse número de Glockengasse 4711, em Colônia.
A palavra "água-de-colônia", ou simplesmente "colônia", tornou-se um termo genérico. Ironicamente, a água-de-colônia não é uma colônia, mas uma água de toilette (eau de toilette), pois contém mais do que 5% de compostos aromáticos.
A água-de-colônia é hoje em dia mundialmente conhecida pelo seu aroma suave. Os seguintes fabricantes ainda estão em atividade:
- Farina Haus, casa natal da água-de-colônia, Obenmarspforten 21, Colônia.
- 4711 Haus, Glockengasse 4711, Colônia.

## Nome em diferentes idiomas
- Em alemão: Kölnisch Wasser
- Em francês: eau de cologne
- Em italiano: acqua di colonia
- Em espanhol: agua de colonia
- Em latim: spiritus coloniensis